# ИБА (футбольный клуб)
ИБА (исл. Íþróttabandalag Akureyrar — Спортивный клуб Акюрейри) — исландский спортивный клуб из города Акюрейри, в который к началу XXI века входит 21 секция. Основан в 1928 году. Футбольная команда была альянсом с секцией другого спортивного клуба города — «Тоура». ИБА провёл 20 сезонов в высшей лиге страны, 4 раза становился бронзовым призёром, 1 раз выиграл кубок. После победы в кубке он сыграл в Кубке обладателей кубков УЕФА 1970/71, проиграв двухматчевое противостояние с «Цюрихом» с общим счётом 1-14. После сезона 1974 года футбольная команда ИБА была разделена на «Тоур» и самостоятельную секцию ИБА — «ФК Акюрейри» (КА).

## Достижения футбольной секции ИБА
- Бронза чемпионата Исландии (4): 1932, 1966, 1967, 1968
- Победитель кубка Исландии: 1969